# Jean-Pierre Jouyet
Jean-Pierre Jouyet, nascut el 13 de febrer de 1954 a Montreuil, és un alt funcionari, lobbyista i polític francès. Va ser secretari d'Estat d'Afers Europeus al govern de François Fillon entre 2007 i 2008 i col·laborador de François Hollande com a secretari general de la Presidència de la República entre 2014 i 2017.
Va ser president de l'Autoritat dels Mercats Financers del 2008 al 2012, director general de la Caisse des Depôts et Consignations i president del Banc Públic d'Inversions (BPI) entre 2012 i 2014, ambaixador de França al Regne Unit entre 2017 i 2019, i ambaixador, representant permanent de França davant l'OCDE entre 2019 i 2020. Després es va incorporar a la firma de lobby Lysios així com al consell d'administració de Covéa.